# 斯蒂爾頓芝士

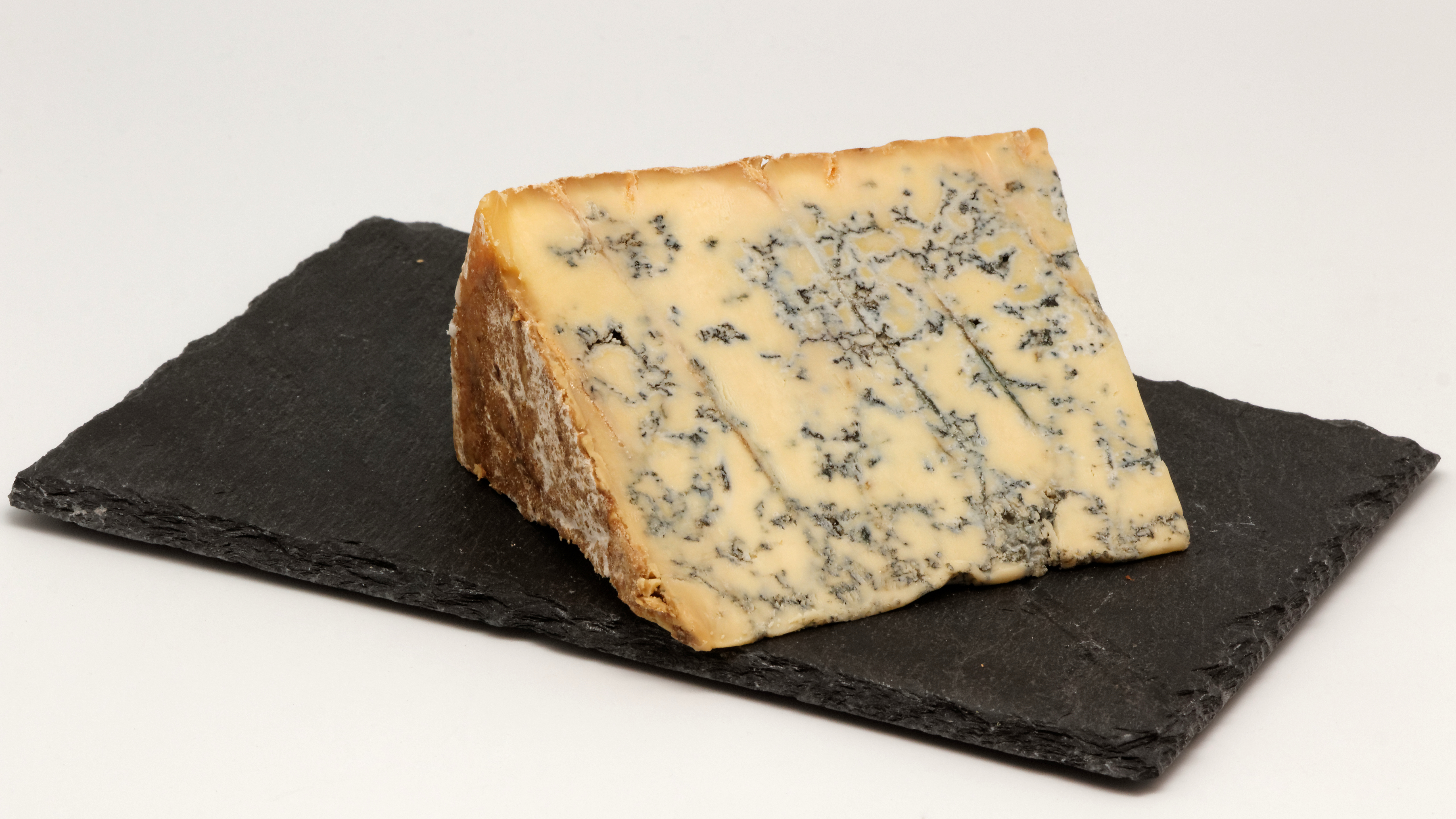
蓝纹斯蒂尔顿奶酪

斯蒂爾頓（英語：Stilton cheese）是原產于英國的乳酪。最著名的種類是以青黴菌發酵而成的藍乾酪，雖然也有不使用青黴菌的白乾酪。
目前斯蒂爾頓乳酪是受歐盟產品地理標誌保護的乳酪種類之一，只有在德比郡, 萊斯特郡以及諾丁漢郡三個地區生產，且需遵守一些製作過程原則的乾酪可以用“斯蒂爾頓芝士”的名義出售。

## 特徵
斯蒂爾頓的藍乾酪需滿足以下特徵：
- 必須生產於德比郡、萊斯特郡、諾丁漢郡這三個地區，且需使用當地生產並經低溫殺菌法的牛乳。
- 形狀是傳統的圓筒狀。
- 產生被稱為外殼或皮的部份。
- 不經過壓縮。
- 有從中心呈放射狀的藍色條紋。
- 具有斯蒂爾頓藍乾酪的獨特風味。

## 歷史
比起其他如羅克福, 古岡佐拉的著名藍乾酪，斯蒂爾頓的歷史較短，根據記載，最早提及該乳酪的文獻源自1722年。